# Adéla Burgundská (1233–1273)
Adéla Burgundská (francouzsky Adélaïde de Bourgogne, nizozemsky Aleidis van Bourgondië; 1233 – 23. října 1273) byla brabantská vévodkyně a regentka s náklonností k dominikánskému řádu.

## Životopis

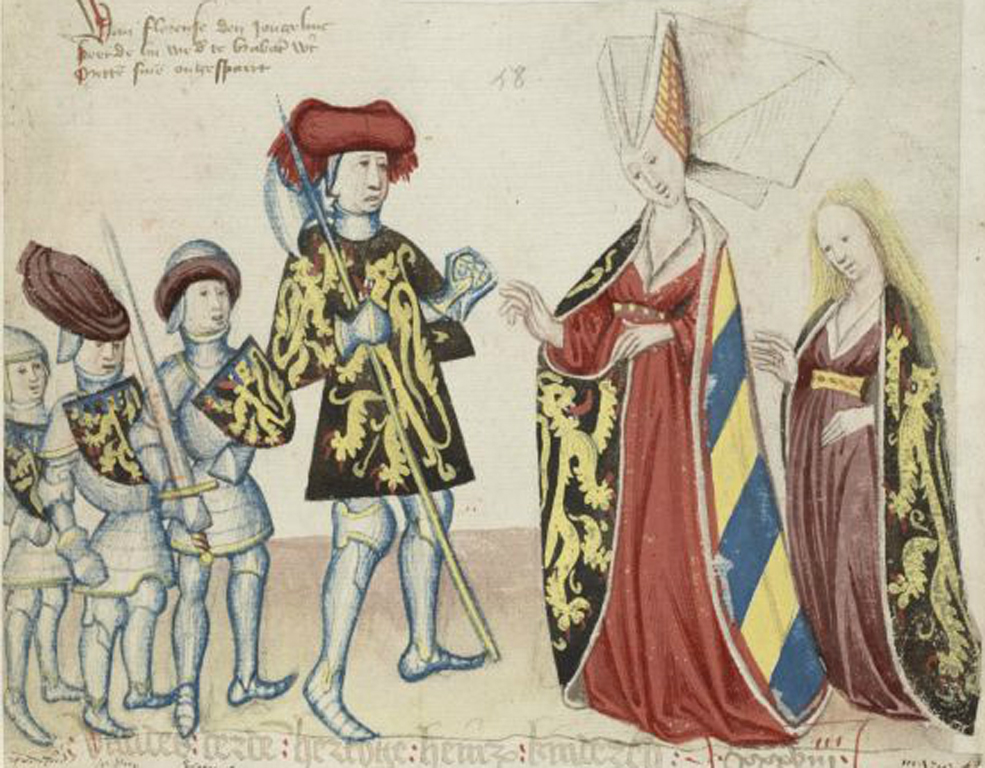
Adéla s manželem a potomky

Narodila se jako dcera Huga IV. Burgundského a jeho první manželky Jolandy, dcery Roberta III. z Dreux. V roce 1251 byla provdána za mladého brabantského vévodu Jindřicha III. Na počátku roku 1261 ovdověla, když manžel na cestě do Svaté země v důsledku choroby zemřel a pak držela vládu za svého prvorozeného slabomyslného syna Jindřicha IV. a to až do roku 1267, kdy abdikoval ve prospěch mladšího bratra.
Dle manželova testamentu měla ze země vyhnat Židy, své rozhodnutí konzultovala s Tomášem Akvinským a od vyhnání upustila, museli však na oděvu nosit označení. Již jako vdova roku 1262 založila první ženský dominikánský klášter v Nizozemí a po své smrti roku 1273 zde nechala pohřbít své srdce. Tělo bylo pohřbeno ve vévodské kapli dominikánského kostela v Lovani po boku manžela. Dvojitý náhrobek známe z kreseb Antoine de Succy a během staletí byl značně poničen. Adélina dochovaná hlava je v současnosti v depozitáři místního muzea. V tomtéž kostele byly až do 17. století vitráže, na nichž byl zobrazen vévodský pár spolu s dcerou Marií, francouzskou královnou a také nástěnná malba s Pannou Marií a oběma manžely jako donátory.